# Ian Hudghton
Ian Hudghton (ur. 19 września 1951 w Forfar) – brytyjski i szkocki polityk oraz przedsiębiorca, poseł do Parlamentu Europejskiego IV, V, VI, VII i VIII kadencji.

## Życiorys
Ukończył Kingsway Technical College w Dundee, uzyskał następnie dyplom techniczny. Przez wiele lat był właścicielem małej firmy, urzędnikiem i politykiem samorządowym. Doszedł do stanowiska przewodniczącego rady okręgu Angus.
W 1998 wygrał wybory uzupełniające do Parlamentu Europejskiego przy obowiązującej wówczas w Wielkiej Brytanii ordynacji większościowej w eurowyborach. W 1999, 2004, 2009 i 2014 skutecznie ubiegał się o reelekcję z ramienia Szkockiej Partii Narodowej. Przystąpił do frakcji zielonych i regionalistów, zasiadł m.in. w Komisji Rybołówstwa.